# Vanesa Segura Gaitán
Vanesa Segura Gaitán (Almería, 23 de mayo de 1980 - ibídem, 2 de abril de 2017) fue una activista social y política almeriense. Licenciada en Filología por la Universidad de Almería, fue dirigente del Partido Comunista de España en Almería y de la coalición política Izquierda Unida.

## Biografía
Nacida en Almería en el barrio de Los Ángeles, fue criada por sus padres Matilde y Juan Carlos; la mayor de tres hermanas, desde la adolescencia estuvo muy comprometida con las necesidades sociales de su entorno, formándose como activista social en el local de la Juventud Obrera Cristiana de Andalucía (JOCA) de su barrio.

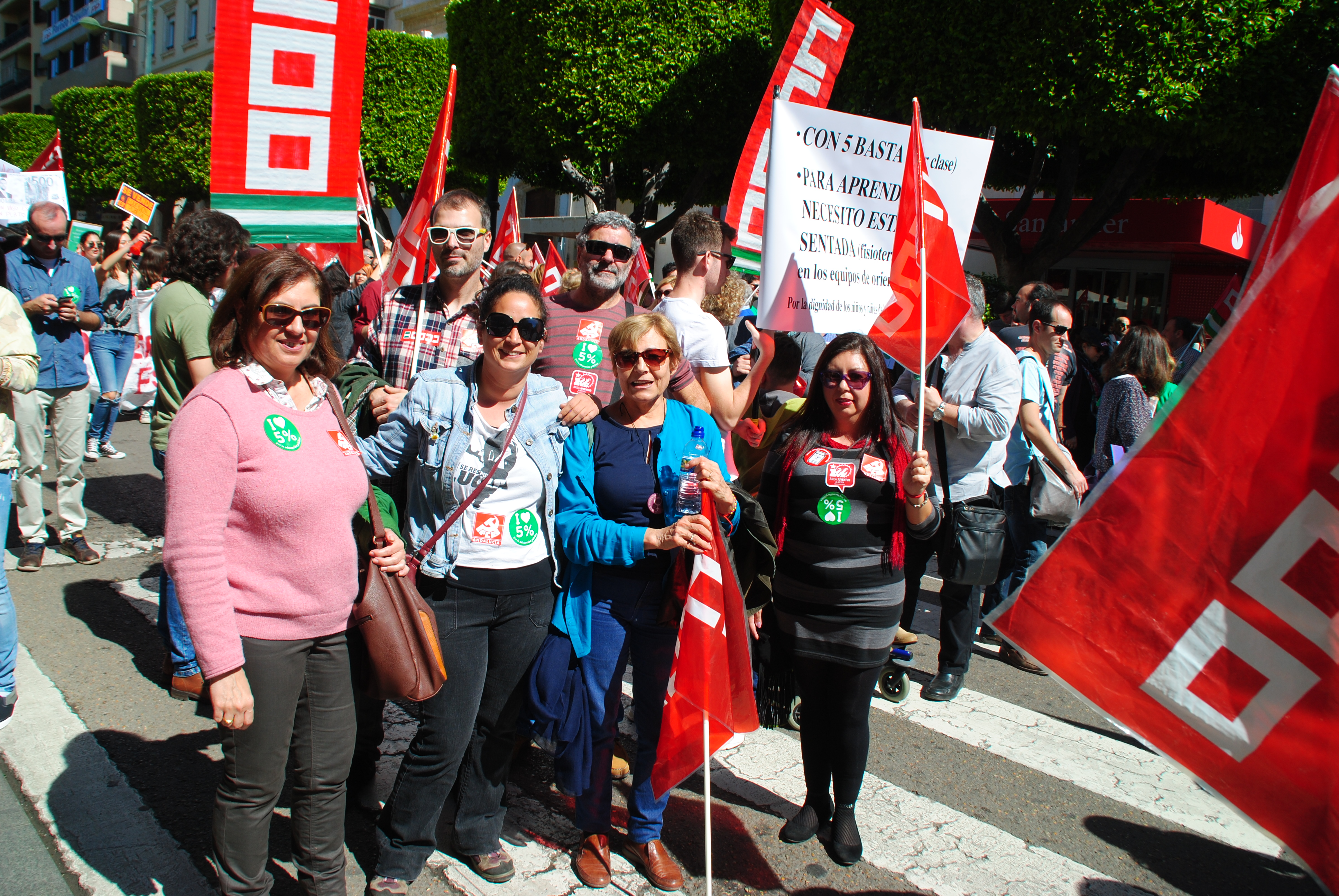
Vanesa, segunda por la izquierda, en una manifestación de la Marea Verde en Almería en 2017.

Vanesa Segura compaginó sus estudios de filología hispánica con su trabajo como vendedora en un puesto del mercadillo, sin abandonar el activismo social. Así, tras las movilizaciones masivas estudiantiles contra la Ley Orgánica de Universidades, de las cuales formó parte activa en su creación y desarrollo, en el 2001 ingresó en las Unión de Juventudes Comunistas de España (UJCE), PCE e IU. 
Durante su militancia en estas formaciones ocupó importantes responsabilidades: fue secretaria provincial de la UJCE en Almería y formó parte del comité nacional de la UJCE en Andalucía. En 2009, tras el XVIII Congreso del PCE, formó parte de su comité federal, máximo órgano de dirección de este partido. Igualmente, a finales de 2012 en la X Asamblea de IU, Vanesa Segura fue elegida como miembro del Consejo Político Federal, sin por ello abandonara sus responsabilidades políticas municipales y provinciales, ejerciendo en esos momentos como Secretaria de Organización provincial del PCE en Almería.
En las elecciones de 2011, siendo candidata al ayuntamiento de Almería por Izquierda Unida, consiguió el escaño siendo concejala de este municipio hasta marzo de 2013, cuando dimitió de su cargo para trasladarse a Estados Unidos, país en el que residía por entonces su pareja sentimental, junto al hijo de ambos de 16 meses. En Estados Unidos solicitó el ingreso al Partido Comunista de los Estados Unidos, en el cual participó de forma activa en sus reuniones, actividades, manifestaciones y fases congresuales.
Regresó a Almería en 2014, donde se reincorporó a la actividad del Partido Comunista y de Izquierda Unida y participó en la organización de numerosas movilizaciones que se estaban dando en Almería como consecuencia de la crisis económica. También participó en todos los procesos de elecciones que tuvieron lugar en estos años y en las plataformas sociales creadas en Almería, como por ejemplo las Marchas por la Dignidad. Desempeñó un papel primordial de unión de los diferentes actores de la izquierda en Almería, tanto en la faceta de movilización social como electoral. En su organización desempeñó en estos años, hasta su fallecimiento por causas naturales, la responsabilidad de área externa Provincial de PCE en Almería y como secretaria Organización local de IU en Almería ciudad.